# Caleb Ross
Caleb Ross (* 10. Dezember 1981 in Whangārei, Neuseeland) ist ein neuseeländischer Schauspieler, dessen größter Erfolg die Rolle von Lex in der Science-Fiction-Serie  The Tribe war. 1998 spielte er Logan Patterson in der ebenfalls neuseeländischen Serie Shortland Street. Außerdem hatte er unter anderem zwei Gastauftritte in der Serie Xena, die dem Fantasy-Genre zugerechnet wird. Dazu ist er ein begeisterter Musiker, der auch zahlreiche Gitarren besitzt.

## Leben
Ross war eines von insgesamt acht Kindern und trat bereits im Alter von neun Jahren im Musical Theater in seiner Heimatstadt auf. An der Whangerei-Amateur-Oper nahm er an Bühnenproduktionen wie Godspell, Jesus Christ Superstar, Evita und Peter Pan teil.
Sein Vater stellte ihm schließlich einen Agenten zur Seite, als er 1994 in dem nicht gut geschriebenen Kurzfilm Devondale Dogs mitspielte. So erschien er ein wenig später in einer McDonald’s-Werbung. Mit 14 hatte er seinen ersten Filmkuss in der Serie Shortland Street.
1999 wurde er für die Serie The Tribe gecastet und bekam die Rolle von Lex, einem egoistischen Macho, der zu spät merkt, dass Tai San (Michelle Ang) seine wahre Liebe ist. Er ist der einzige Schauspieler von The Tribe, der in allen Episoden von Staffel 1–5 mitspielt, mit Ausnahme einer Folge.
Später sang er mit seinen Schauspiel-Kollegen Dwayne Cameron und Daniel James den Song This Is The Place und mit Meryl Cassie den Song Abe Messiah ein. Dort sangen jedoch alle Darsteller aus The Tribe mit. 2001 wurde er in der neuseeländischen TV-Show The Big Breakfast interviewt.
2006 hatte er mit den Tribe Co-Stars Tom Hern (Ram) und Matt Robinson (Slade) einen Auftritt in der neuseeländischen Show Dragon*Con.
2007 hatte er mit dem The-Tribe-Darsteller Michael Wesley-Smith einen Gastauftritt in dem Film The Last Great Snail Chase.
Zurzeit arbeitet Caleb Ross an der Fertigstellung seiner Biographie.

## Filmografie
- 1998: Shortland Street (TV-Serie)
- 1999–2003: The Tribe

### Gastauftritte
- Mercy Peak
- Revelations
- Xena (Krieg und Frieden)
- Hercules (Späte Reue)

## Weblink
- Caleb Ross bei IMDb

| Personendaten    | Personendaten                 |
| ---------------- | ----------------------------- |
| NAME             | Ross, Caleb                   |
| KURZBESCHREIBUNG | neuseeländischer Schauspieler |
| GEBURTSDATUM     | 10. Dezember 1981             |
| GEBURTSORT       | Whangārei, Neuseeland         |